# Schelmenwasen
Koordinaten: 48° 40′ 35,1″ N, 8° 54′ 25,3″ O
Das Gebiet Schelmenwasen ist ein mit Verordnung vom 15. Dezember 1989 durch die Körperschaftsforstdirektion Tübingen ausgewiesener Schonwald (Schutzgebiet-Nummer 200262) in Baden-Württemberg.

## Lage
Das Schutzgebiet befindet sich westlich des Sindelfinger Stadtteils Darmsheim. Es liegt im Stadtwald Sindelfingen und umfasst die ganze Abteilung 4 und einen Teil der Abteilung 7 des Distriktes 22 „Rot“.

## Vegetation
Im Schonwald kommen laut Waldbiotopkartierung die folgenden Pflanzen vor:
Feldahorn, Berg-Ahorn, Gewöhnliche Haselwurz, Wald-Zwenke, Blaugrüne Segge, Berg-Segge, Wald-Segge, Gemeine Hainbuche, Berg-Flockenblume, Maiglöckchen, Gemeine Hasel, Zweigriffeliger Weißdorn, Wald-Knäuelgras, Rotbuche, Riesen-Schwingel, Wald-Erdbeere, Waldmeister, Wald-Labkraut, Frühlings-Platterbse, Gewöhnlicher Liguster, Rote Heckenkirsche, Nickendes Perlgras, Einblütiges Perlgras, Wald-Bingelkraut, Kleine Traubenhyazinthe, Waldkiefer, Wald-Rispengras, Echte Schlüsselblume, Traubeneiche, Stieleiche, Hundsrose, Elsbeere, Winterlinde, Wolliger Schneeball, Zaun-Wicke, Wald-Veilchen.

## Schutzzweck
Der Schutzzweck des Schonwalds ist gemäß Schutzgebietsverordnung
- die langfristige Erhaltung bzw. Wiederbegründung von Eichen-Buchen-Beständen mit Buntlaubbäumen sowie
- die Förderung seltener Bodenflora (Türkenbund-Lilie u. a.).

## Betreuung
Wissenschaftlich betreut wird der Schonwald durch die Forstliche Versuchs- und Forschungsanstalt Baden-Württemberg (BVA).